# 泉水的奇迹
《泉水的奇迹》（Il miracolo della sorgente）是乔托的一幅湿壁画，位于亚西西的圣方济各上层圣殿内，是《圣方济各生平组画》二十八幅中的第十四幅，绘制于1295-1299年，其尺寸为270 x 200厘米，比其他画幅为大，因为它位于反立面上（另一幅是《向小鸟布道》）。
瓦萨里说，这幅画表现人们对水的渴望。画中渲染极度口渴的情状极为生动,右侧的男子俯身喝水，双脚在身体的推动下真实地弯曲，这一姿势极具说服力。
画中银色的月光将人类和自然统一在一起，产生了诗意的基调。根据方济各会的概念，神性隐藏在自然界中。

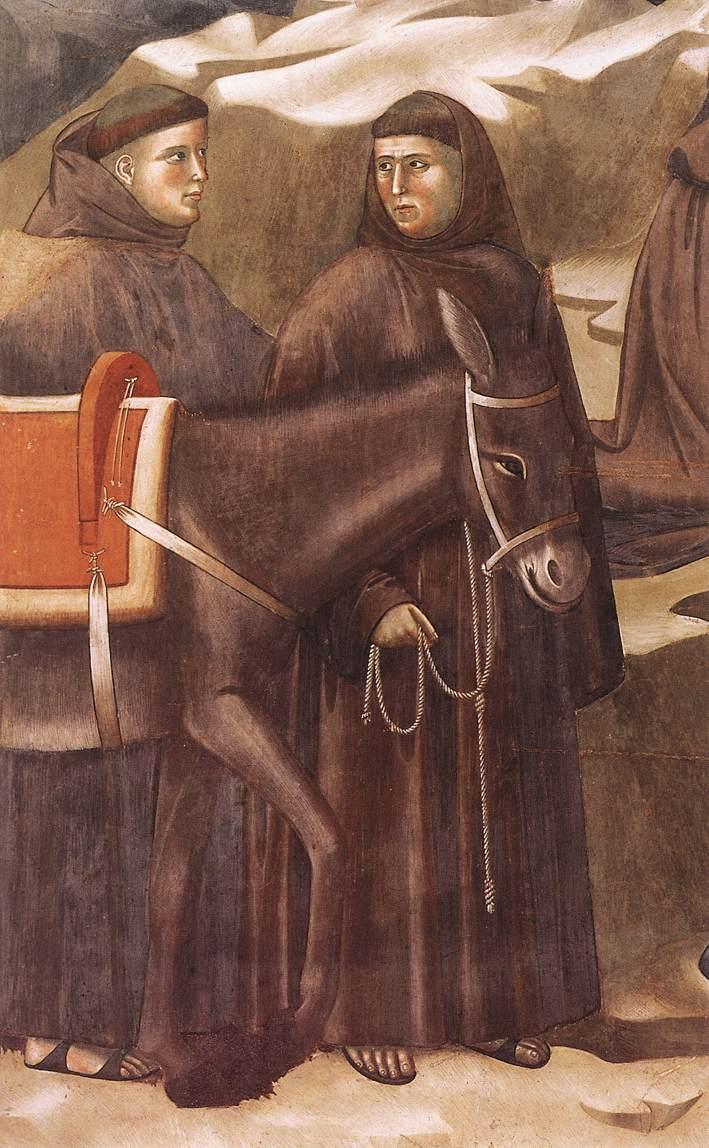